# Wermlands nation, Linköping
Wermlands nation är en nation vid Linköpings universitet. Nationerna i Linköping har ett samarbetsorgan, Kuratorskollegiet.
Nationerna i Linköping är helt ideella studentföreningar och inte del av någon kår eller sektion. Tanken med nationen är att ge sina medlemmar en rikare studietid genom olika typer av arrangemang och möjligheter att engagera sig i studentikos verksamhet. Det som skiljer nationerna från sektionerna/kåren är att de vänder sig till alla utbildningar. De får inte heller något ekonomiskt stöd från studentkårerna.

## Historia
Nationen grundades den 28 februari 1985 och var den 15:e nationen i ordningen att grundas i Linköping.
Nationens geografiska upptagningsområde bestämdes vara Värmland och Dalsland, men alla studenter skulle (och är fortfarande) vara välkomna som medlemmar.
Under åren 1985-1997 hade nationen en egen tidning, WNT.

## Nationslokal
Nationen har haft "nationslokal"  men har ingen nu.
Varglyan
Den första lokalen invigdes i september 1989.Den första lokalen var av typen "källarpub" och kom att kallas Varglyan.
Lokalen var sponsrad av Åbro med en ölpump. Varglyan låg i källaren på Björnkärrsgatan 13 i Ryd och var 20 kvm stor.
Lokalen ansågs för liten för den växande nationen som under 1993 slutligen hittade en lokal.
Kaserngatan 2
Hösten 1993 invigdes den nya lyan, i samband med Wermlands Nations Årsfest Älgjakten. Lokalen låg på Kaserngatan 2 och den hyrdes från kommunägda fastighetsbolaget Stångåstaden. Lokalen hade sittningssal med plats för 60 personer, pub, kök och bastu. Tidigare hade lokalen använts som kyrkosal.
I början av 2008 sades kontraktet upp och Nationen har nu ingen lokal, framför allt till följd av en nedåtgående ekonomi i Nationen.
Nationernas Hus 
Wermlands Nation var tillsammans med andra nationer i Linköping initiativtagare till projektet Nationernas Hus.
1997 började man allvarligt titta på gamla "Folkets Hus" i Linköpings centrum. I februari 1998 skrevs kontrakt och en ombyggnad av huset påbörjades. Medan ombyggnaden pågick arbetade representanter från de olika nationerna med allt runtomkring det nya huset, bland annat inredning och organisation. Nationernas Hus invigdes 10 september 1998.  Huset har många möjligheter, bland annat en restaurang med pub, ett "disco" och en teater. Dessutom fanns det läsesalar att studera i. Nationerna bryggde även egen färsköl i ölcisterner placerade mitt i restaurangen. Dessa står kvar i lokalen idag men används inte.
Projektet fick stöd av Universitetet och Linköpings Kommun, det var ett sätt att få studenterna närmre stadskärnan. 
En förening, NationsAkademin, bildades för att styra verksamheten åt nationerna. Medlemmar i den föreningen förutom Nationerna blev även Linköpings Studentspex som framför allt var intresserade av den teater som fanns i lokalen. I föreningen satt även representanter från Universitetet.
Verksamheten på Nationernas Hus togs över av Kårservice 2003 då Nationerna inte längre hade ekonomi att driva lokalen.
Nationerna var efter detta inte involverade i Nationernas Hus, numera förkortat NH, som gick från att vara ett studentdrivet uteställe som drevs av ideella organisationer (Nationer) till att bli ett kommersiellt "kårhus" drivet av företaget Kårservice Östergötland AB på uppdrag av studentkårerna i Linköping.

## Förste Quratorer genom åren
- Thomas Michanek, 2016-2017
- Hanbing Jiang 2014 (ht)-2016 (vt)
- Markus Fagerud 2014 (vt)
- Hanbing Jiang 2012(ht)-2013(ht)
- Jonas Feltenmark 2011(ht)-2012(vt)
- Richard Kullberg 2010(ht)-2011(vt)
- Andreas Petterson 2010(vt)
- Thomas Michanek, 2008-2009
- Andréas Karlsson, 2007-2008
- Carl-Henrik Sjöqvist, 2006-2007
- Mattias Eriksson, 2005-2006
- Anna Hultman, 2004-2005
- Emma Nilsson, 2003-2004
- Dan Adolfsson, 2002-2003
- Johan Steimer, 2001-2002
- Fredrik Feurst, 2000
- Johan Wästlund, 1999
- Oskar Räftegård, 1998
- Johan Hjelm, 1997 (ht)
- Gustav Boström, 1996-1997
- Petra Gustafsson, 1995-1996
- Emil Dahlberg, 1995 (vt)
- Kim Ullbrandt, 1994
- Staffan Ljung, 1993 (ht)
- Mattias Nyberg, 1993 (vt)
- Joakim Gustafsson, 1991-1992
- Thomas Johansson, 1990-1991
- Daniel Thordén 1989-1990
- Daniel Thordén, 1988-1989
- Håkan Anderskär, 1987-1988
- Thomas Michanek, 1986-1987
- Lars Häger 1985-1986